# Bosche, Zarja chrani!

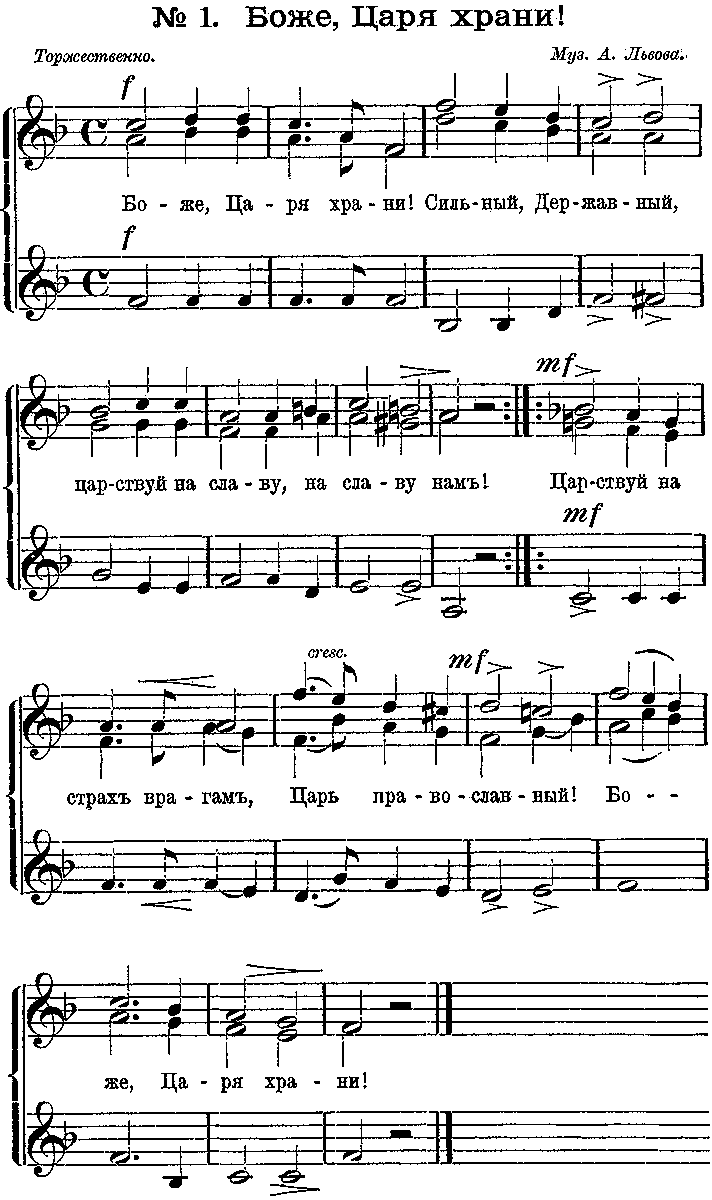
Noten (mit dem Text der 1. Strophe)

Die Hymne Bosche, Zarja chrani! (russisch Боже, Царя храни! Bosche, Zarja chrani!, deutsch „Gott schütze den Zaren!“) war von 1833 bis 1917 die Nationalhymne des Russischen Reiches. Der Text stammt von Wassili Schukowski, die Komposition von Alexei Lwow. Peter Tschaikowski verarbeitete die Melodie sowohl in der Ouvertüre 1812 als auch im Slawischen Marsch.

## Text
| Russisches Original | Deutsche Transkription | Deutsche Übersetzung |
| --- | --- | --- |
| — 1 — | | |
| Боже, Царя храни! Сильный, державный, Царствуй на славу, на славу намъ! Царствуй на страхъ врагамъ, Царь православный! Бо-о-же Царя, Царя храни! | Bosche, Zarja chrani! Silny, derschawny, Zarstwui na slawu nam, na slawu nam! Zarstwui na strach wragam, Zar prawoslawny. Bo-o-sche Zarja, Zarja chrani! | Gott, schütze den Zaren! Der Starke, der Mächtige Herrsche uns zum Ruhme, Zu unserem Ruhme! Er herrsche zum Schrecken der Feinde, Der rechtgläubige Herrscher. Gott, Schütze den Zaren! |
| — 2 — | | |
| Боже, Царя храни! Славному долги дни Дай на земли! Гордыхъ смирителю, Славныхъ хранителю, Всѣхъ утѣшителю Всё ниспошли!                          | Bosche, Zarja chrani! Slawnomu dolgi dni Daj na semli! Gordych smiritelju Slawnich chranitelju Wsech uteschitelju Wsyo nisposchli!                       | Gott schütze den Zaren! Dem Ehrwürdigen, viele Tage auf Erden gib auf Erden! Dem Bezwinger der Hochmütigen, Dem Beschirmer der Schwachen, Allen ein Tröster sende alles herab!          |
| — 3 — | | |
| Перводержавную Русь православную, Боже, храни! Царство ей стройное, Въ силѣ спокойное! Всё жъ недостойное прочь отжени!                          | Perwoderschawnuju Rus Prawoslawnuju Bosche chrani! Zarstwo ej strojnoje, W silje spokojnoje, Wsjo sch njedostojnoje protsch otscheni.                    | Dem machtvollen Und rechtgläubigen Russland, Herr, gib deinen Schutz! Eine Herrschaft gib ihm, Einträchtig und ruhig in Kraft, Halte fern alles Unwürdige!                              |
| — 4 — | | |
| Воинство бранное, Славой избранное, Боже, храни! Воинамъ-мстителямъ, Чести спасителямъ, Миротворителямъ долгіе дни!                              | Woinstwo brannoje Slawoj isbrannoje Bosche chrani! Woinam-mstiteljam, Tschesti spasiteljam, Mirotworiteljam Dolgije dni!                                 | |
| — 5 — | | |
| Мирныхъ воителей, Правды блюстителей Боже, храни! Жизнь ихъ примѣрную Нелицемѣрную, Доблестямъ вѣрную воспомяни!                                 | Mirnych woitelej, Prawdy bljustiteljej, Bosche chrani! Schisn ich primernuju Nelizemernuju, Doblestjam wernuju wospomjani!                               | |
| — 6 — | | |
| О, Провидѣніе! Благословеніе Намъ ниспошли! Къ благу стремленіе, Въ счастьѣ смиреніе, Въ скорби терпѣніе дай на земли!                           | O, Prowidenije! Blagoslowennije, Nam nisposchli! K blagu stremljenije, W schasti smirenije, W skorbi terpenije Daj na zemli!                             | O Vorsehung, Deinen Segen sende Auf uns herab! Streben nach Wohlfahrt, Versöhnung in Glück, Ausdauer im Leid Gib auf Erden!                                                             |
| — 7 — | | |
| Будь намъ заступникомъ, Вѣрнымъ сопутникомъ Насъ провожай! Свѣтло-прелестная, Жизнь поднебесная, Сердцу извѣстная, сердцу сіяй!                  | Bud nam sastupnikom Wernym soputnikom Nas prowoschaj! Swetlo-prelestnaja, Schisn podnebesnaja, Serdzu izwestnaja, Serdzu sijaj!                          | |

## Deutsche Übersetzung von 1840
Diese singbare Übersetzung war im zaristischen Russland gebräuchlich, Alexei Lwow hielt die Qualität der Übersetzung für gut. Die alternative Fassung (Kaiser anstelle von Herrscher in der ersten und letzten Zeile) ist unter anderem belegt durch zeitgenössische Faksimile-Ausgaben, erschienen in der Schlesinger’schen Buch- und Musikhandlung Berlin.
Gott sei des Herrschers (Kaisers) Schutz!

Mächtig und weise

Herrsch’ Er zum Ruhme,

Zum Ruhme uns.

Furchtbar den Feinden stets;

Stark durch den Glauben.

Gott sei des Herrschers (Kaisers) Schutz!